# Physical Review A
Physical Review A (también conocida como PRA ) es una revista científica mensual revisada por pares publicada por la American Physical Society que cubre la física atómica, molecular y óptica e información cuántica. El editor jefe actual (a fecha de 2023) es Jan M. Rost (Instituto Max Planck para la Física de Sistemas Complejos).

## Historia
En 1893, se estableció la Physical Review en la Universidad de Cornell. La American Physical Society (formada en 1899) se hizo cargo de ella en 1913. En 1970, Physical Review se subdividió en Physical Review A, B, C y D. En ese momento, la sección A se subtituló Physical Review A: General Physics. En 1990 se inició un proceso para dividir esta revista en dos, dando como resultado la creación de Physical Review E en 1993. Por lo tanto, en 1993, Physical Review A cambió su declaración de alcance a Física atómica, molecular y óptica. En enero de 2007, la sección de Physical Review E, que publicaba artículos sobre óptica clásica, se fusionó con Physical Review A, unificando las partes clásica y cuántica de la óptica en una sola revista. En 2016, Physical Review A amplió su declaración formal de cobertura para incluir explícitamente la información cuántica, que ha sido una sección dentro de la revista desde 1998.

## Rapid Communications
Physical Review A Rapid Communications se introdujo en 1981 para ofrecer un lugar de publicación rápida de artículos de gran impacto, similar a Physical Review Letters pero para una audiencia más especializada. A partir del 1 de mayo de 2012, los editores han hecho más explícito el requisito de relevancia en los artículos de Rapid. Además, a partir del 8 de marzo de 2010, los editores han colocado los nuevos artículos publicados en Rapid Communications en rotación como destacados en la página Physical Review A, para darles más visibilidad.

## Sugerencias de los editores
En agosto de 2013, Physical Review A empezar a marcar un pequeño número de trabajos publicados en la revista que los editores consideren de especial interés, importancia o claridad como Sugerencias de los Editores para darles mayor visibilidad.

## Resumen e indexación
A fecha de 2020, las revistas Physical Review se resumían e indexaban en:
- Servicio de Resúmenes Químicos / CASSI[12]
- inspeccionar[13]
- Web de ciencia de Clarivate
- Google Académico
- INSPIRE-HEP
- Sistema de datos astrofísicos de la NASA (ADS)
- PubMed
- Scopus

Según Journal Citation Reports, la revista tenía un factor de impacto de 3,989 en 2020.